# Schinznacher Baumschulbahn
| Schinznacher Baumschulbahn          | Schinznacher Baumschulbahn |
| ----------------------------------- | -------------------------- |
| Dampflokomotive Emma im Herbst 2008 |                            |
| Streckenlänge:                      | etwa 3 km                  |
| Spurweite:                          | 600 mm (Schmalspur)        |
|                                     |                            |

Die Schinznacher Baumschulbahn (SchBB), eine mit Dampf betriebene Schmalspurbahn auf dem Gelände der Baumschule Zulauf AG in Schinznach-Dorf, Kanton Aargau, Schweiz, ist die einzige Dampfbahn in der Schweiz mit einer Spurweite von 600 mm. Das Streckennetz führt im Wesentlichen in einem etwa drei Kilometer langen Rundkurs durch das parkartige Baumschulgelände.

## Geschichte
Die Landgärtnerei Zulauf besteht seit dem Jahr 1879. Um den Transport von Bäumen, Erde, Torf, Mist und anderen Komponenten zu vereinfachen, wurde 1928 eine Gleisanlage mit einer Spurweite von 600 mm angelegt. Man verzichtete auf motorisierte Schienenfahrzeuge; die Wagen wurden mit Muskelkraft verschoben.
Als in den Fünfzigerjahren die motorisierten Strassenfahrzeuge wie Traktoren und Kleintransporter zu boomen begannen, wurde die Bahn vorerst nicht mehr verwendet und die Gleisanlagen grösstenteils entfernt.
Anlässlich des hundertjährigen Jubiläums der Landgärtnerei wurde vorgeschlagen, die Feldbahn wieder aufleben zu lassen. 1977 begannen die Mitarbeiter der Hermann Zulauf AG mit dem Wiederaufbau, und am 13. April 1978 fanden erstmals öffentliche Fahrten statt. Für den Betrieb der Eisenbahn wurden in Zeitungen und Fachliteratur freiwillige Helfer gesucht und auch gefunden. 1980 gründeten die Firmeneigentümer den Verein Schinznacher Baumschulbahn. Er betreibt die Bahn in Partnerschaft mit der Zulauf AG. An den meisten Wochenenden zwischen April und Oktober fahren regelmässig Dampfzüge; an Pfingstsonntag und Bettag nicht.

## Rollmaterial

### Dampflokomotiven
Es war schwierig, Rollmaterial für eine Spurweite von 600 mm zu beschaffen. Diese Gleisbreite wurde seinerzeit vor allem für Feld-, Wald- und Industriebahnen gewählt.
- Die „Taxus“ ist eine ehemalige Brigadelokomotive aus einer Baureihe mit mehr als 1300 Exemplaren für die sogenannten Heeres-Feldbahnbrigaden. Sie wurde 1917 von Krauss in München gebaut und 1951 infolge der Enteignung der Waldeisenbahn Muskau in die Deutsche Reichsbahn integriert. Sie kam 1977 mit 16 Güterwagen zur Schinznacher Baumschulbahn.

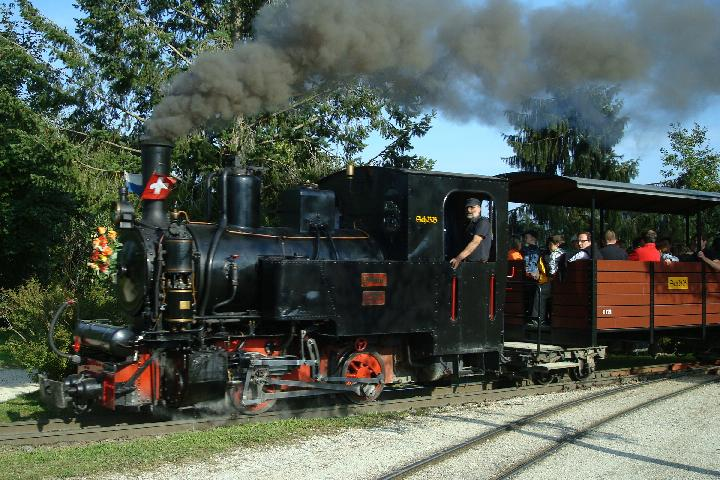
Dampflokomotive Pinus im Herbst 2008

- Auch die zweiachsige „Pinus“ kam 1977 zur SchBB. Sie wurde 1937 von Henschel & Sohn in Kassel gebaut und war dann in Limburg an der Lahn in privatem Besitz. Sie wurde während des Zweiten Weltkrieges für Aufrüstungszwecke eingezogen und war betriebsuntauglich, bis sie 1955 von der Sauerländischen Kalkindustrie in Messinghausen bei Brilon übernommen wurde. 1962 wechselte sie nochmals den Besitzer und kam zu den Kies- und Schotterwerken Nordmark in Lürschau bei Schleswig. Um 1975 wurden dort die Feldbahnloks ausrangiert.

- Die „Sequoia“ wurde 1944 von der Maschinenbau und Bahnbedarf AG in Babelsberg erbaut. Ihre erste Besitzerin war die deutsche Zweigstelle der Zuckerfabrik-Betriebs GmbH in Zichenau, nördlich von Warschau. (Damals war Polen besetzt.) Die spätere SchBB-Lokomotive wurde mit der Betriebsnummer 194 zwischen Witaszyce und Zagórów eingesetzt. Dort erhielt sie ihren Schlepptender für den planmässigen Personenverkehr. Mit Beginn der siebziger Jahre wurden die Dampflokomotiven im Personenverkehr durch teilweise noch ältere Dieseltriebwagen abgelöst. Nach einigen Sonderfahrten für Eisenbahnfreunde und einem letzten Einsatz während der Zuckerrübenkampagne 1977 kam die Ty 3-194 ein Jahr später zur Schinznacher Baumschulbahn.

- Die grösste Dampflokomotive war die Garratt „Drakensberg“, eine aus Südafrika eingeführte Lokomotive der SAR-Klasse NGG 13. Sie wurde 1927/28 von Hanomag in Hannover für die Südafrikanischen Staatsbahnen gebaut. Insgesamt wurden 12 Lokomotiven dieser Reihe hergestellt. Am 14. Februar 1986 wurde sie in Schinznach aufgegleist. Die Lok wurde in zehnjähriger Arbeit restauriert und 1998 wieder in Betrieb genommen. Von der Gattin des südafrikanischen Botschafters wurde die Lok auf den Namen „Drakensberg“ getauft. Seit dem Umbau des Gartencenters konnte die Lok nicht mehr auf ihrem Streckenstück fahren und wurde an die Rheidol Railway in Wales übergeben.

- Die „Emma“ wurde 1925 als Baudampflokomotive von der Firma Maffei gebaut und an den Baumaschinenhändler Robert Aebi, später bekannter Hersteller von Schienentraktoren, geliefert. 1941 wurde sie von der Holzverzuckerungs AG Ems, der späteren Ems-Chemie, erworben. Nachdem sie von Christoph R. Oswald, dem Sohn des Gründers der Emser Werke, übernommen wurde und in seiner Firma Oswald Steam in Samstagern originalgetreu restauriert worden war, wurde sie nach der Auflösung von Oswald Steam an eine Privatperson verkauft. Diese brachte die „Emma“ 1992 nach Schinznach-Dorf. Inzwischen wurde die Maschine vom Verein Schinznacher Baumschulbahn erworben.

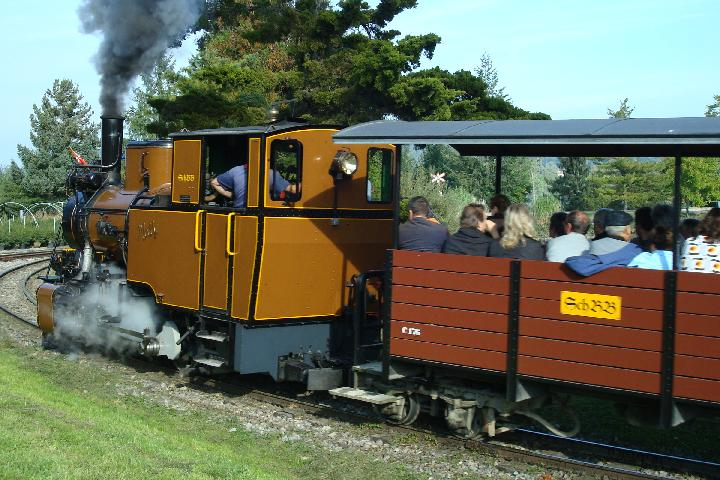
Dampflokomotive Molly im Herbst 2008

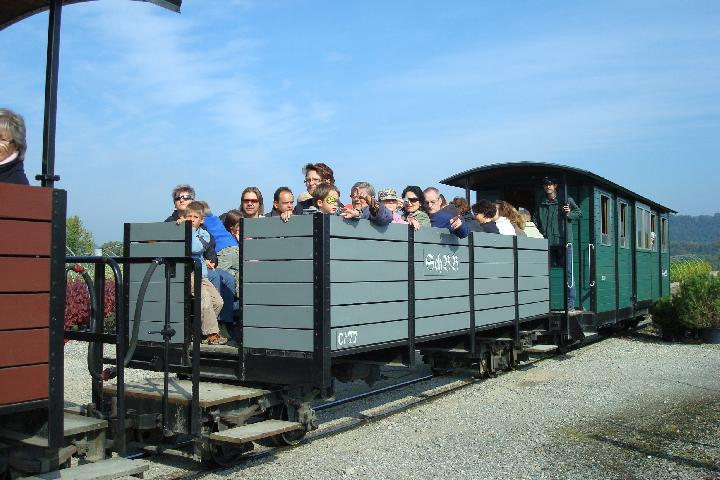
Personenwagen der Schinznacher Baumschulbahn im Herbst 2008

SchBB-Gleisplan von 2009

- Beim Bau des Kraftwerks Rupperswil-Auenstein stand die zuständige Bauunternehmung vor der Notwendigkeit, drei zusätzliche Dampflokomotiven für die Werkbahn mit einer Spurweite von 75 cm zu beschaffen. Da sich keine Gelegenheit bot, (gebrauchte) Occasionsfahrzeuge zu beschaffen, erteilte man der SLM im März 1944 einen entsprechenden Auftrag. Die spätere SchBB-Lokomotive hiess seinerzeit „Wildegg“ und wurde 1961 in Niederhasli remisiert. Ein Max Kuhn erwarb sie 1966 und bewahrte sie so vor der Verschrottung. Er schenkte sie der Schuljugend von Turgi, die sie am 26. August 1967 auf den Namen „Molly“ taufte. Sie stand als Denkmallokomotive beim Bahnhof von Turgi, bis sie wegen Umbauarbeiten an der Bahnstation entfernt werden musste. 1994 wurde sie als Leihgabe nach Schinznach gebracht.

- Die „Lukas“ wurde 1918 von der deutschen Firma Orenstein & Koppel mit der Fabriknummer 7479 gebaut. Sie wurde 1996 vom Bahnhof Lüsslingen nach Schinznach gebracht. Die Lok befindet sich ebenfalls im Besitz des Vereins Schinznacher Baumschulbahn.

- Die „Kalahari“ (SAR-Klasse NG 15) stammt vom belgischen Lokomotivhersteller Franco-Belgé. Dort wurde sie 1953 mit der Fabriknummer 2686 gebaut. Bevor sie 1998 nach Schinznach kam, war sie in Südafrika im Regeldienst. 2008 wurde die Lok zurück nach Südafrika verkauft.

- Die „Antracita“ wurde 1906 vor der deutschen Firma Jung mit der Fabriknummer 1032 gebaut. Sie wurde 2012 aus einer Sammlung in Spanien erworben. Die Lok befindet sich ebenfalls im Besitz des Vereins Schinznacher Baumschulbahn.

Die Namen der Lokomotiven „Lukas“, „Emma“ und „Molly“ nehmen Bezug auf das Kinderbuch Jim Knopf und Lukas der Lokomotivführer, wobei die drei Lokomotiven unabhängig voneinander so getauft wurden und im Fall von Molly und Emma schon so hiessen, als sie in der Baumschule eintrafen.

### Diesellokomotiven
Die SchBB besitzt sechs Diesellokomotiven. Diese heissen „Syringa“, „Azalea“, „Paeonia“, „Abelia“, „Opalinus“ und "Viola". Auch sie wurden als Occasionen gekauft. Für Rangiermanöver sind sie unentbehrlich.

### Personenwagen
Die SchBB besitzt 13 Personenzugwagen, drei davon sind rollstuhltauglich.

### Güterwagen
Im Jahre 2013 befanden sich zwei ehemalige Brigadewagen der deutschen Heeresfeldbahn im Wiederaufbau, damit in Zukunft Fotogüterzüge angeboten werden können.

## Infrastruktur
Auf dem Gelände befindet sich auch ein eigenes Bahnbetriebswerk, in dem die meisten Wartungsarbeiten ausgeführt werden können, sowie eine Sammlung von historischem Eisenbahnmaterial. Die Strecke der Schmalspurbahn erstreckt sich über 3 Kilometer und besitzt eine Konzession der Baumschule Zulauf AG.

## Ausbildungen
Um den regulären und unfallfreien Betrieb aufrechtzuerhalten, werden Vereinsmitglieder intern ausgebildet und geprüft. Die Reglemente und Prüfungen gelten nur innerhalb des Baumschulareals und nicht auf öffentlichen Schienennetzen wie etwa dem der Schweizerischen Bundesbahnen.
Es werden folgende Typen ausgebildet:
- Betriebssekretär / Billettschalter (ab 16. Altersjahr)
- Kondukteur (ab 16. Altersjahr)
- Lokführer-Diesel nur Rangierfahrten (ab 16. Altersjahr)
- Heizer (ab 18. Altersjahr)
- Lokführer Dampf und Diesel (ab 21. Altersjahr)